# Castèlnòu de Lèvis
Castèlnòu de Lèvis i antigament Castèlnou de Bonafós (en francès Castelnau-de-Lévis) és un municipi francès situat al departament del Tarn i a la regió d'Occitània.

## Demografia
| 1962                                       | 1968 | 1975 | 1982  | 1990  | 1999  | 2006  |
| ------------------------------------------ | ---- | ---- | ----- | ----- | ----- | ----- |
| 571                                        | 686  | 946  | 1.145 | 1.308 | 1.407 | 1.520 |
| Des de 1962: població sense dobles comptes |      |      |       |       |       |       |

## Administració
| Període   | Identitat       | Partit |
| --------- | --------------- | ------ |
| 1995-2001 | Pierre Valax    | PS     |
| 2001-2008 | Georges Lacombe |        |
| 2008-     | Robert Gauthier |        |